# Cancer (rivista)
Cancer è una rivista scientifica quindicinale sottoposta a revisione paritaria, che si occupa di oncologia. La rivista è stata fondata nel 1948. È una delle riviste ufficiali dell'American Cancer Society ed è pubblicata dalla Wiley-Blackwell per conto della società.
Il primo caporedattore fu Fred W. Stewart, che mantenne la carica fino al 1961.
L'attuale caporedattore è Suresh S. Ramalingam, mentre il precedente fu Fadlo R. Khuri.
Cancer Cytopathology fu pubblicato come sezione di questo periodico dal 1997 al 2008, quando fu trasformato in una rivista a sé stante.

## Indicizzazione
Gli abstract e gli articoli della rivista sono indicizzati da:
- Academic OneFile[2]
- Academic Search[2]
- Biological Abstracts[3]
- BIOSIS Previews[4]
- CAB Abstracts[5]
- Chemical Abstracts[6]
- CINAHL[7]
- Current Contents/Clinical Medicine[4]
- Current Contents/Life Sciences[4]
- Current Index to Statistics
- Elsevier BIOBASE[2]
- Embase[2]
- Global Health[8]
- Index Medicus/MEDLINE/PubMed[9]
- International Bibliography of Periodical Literature[2]
- PASCAL
- PsycINFO[10]
- Science Citation Index[4]
- Scopus[2]
- Tropical Diseases Bulletin[11]

Secondo il Journal Citation Reports, nel 2015 la rivista ha ricevuto un fattore di impatto pari a 5,649, collocandosi al 26º posto fra 211 riviste presenti nella categoria "Oncologia". Nel 2024 il fattore di impatto era pari a 6,1.